# Memoryhouse
Memoryhouse es el primer álbum por cuenta propia de Max Richter. Se trata de una colección de temas grabados por la Orquesta Filarmónica de la BBC con dirección de Rumon Gamba, junto a una atmósfera electrónica, discursos recitados y temas de piano que dan como resultado una música minimalista, próxima a las obras de Philip Glass y a las de Wojcieh Kilar. En palabras del propio Richter, "Memoryhouse" cuenta « una historia sobre dónde hemos estado, y plantea la pregunta "¿A dónde vamos? ». 
El disco fue publicado en el 2002 por la discográfica de la BBC, y fue reeditado en octubre del 2009 por la compañía FatCat Records.

## Listado de canciones
Todas las canciones escritas y compuestas por Max Richter. 
| N.º | Título                                  | Duración |  |
| 1.  | «Europe, after the Rain»                | 6:13     |  |
| 2.  | «Maria, the Poet (1913)»                | 4:47     |  |
| 3.  | «Laika's Journey»                       | 1:30     |  |
| 4.  | «The Twins (Prague)»                    | 1:58     |  |
| 5.  | «Sarajevo»                              | 4:03     |  |
| 6.  | «Andras»                                | 2:42     |  |
| 7.  | «Untitled (Figures)»                    | 3:27     |  |
| 8.  | «Sketchbook»                            | 1:54     |  |
| 9.  | «November»                              | 6:21     |  |
| 10. | «Jan's Notebook»                        | 2:41     |  |
| 11. | «Arbenita (11 Years)»                   | 7:04     |  |
| 12. | «Garden (1973)/Interior»                | 3:24     |  |
| 13. | «Landscape with Figure (1922)»          | 5:14     |  |
| 14. | «Fragment»                              | 1:26     |  |
| 15. | «Lines on a Page (One Hundred Violins)» | 1:22     |  |
| 16. | «Embers»                                | 3:38     |  |
| 17. | «Last Days»                             | 4:18     |  |
| 18. | «Quartet Fragment (1908)»               | 3:02     |  |

## Solistas adicionales
- Alex Balanescu (violín)
- Sarah Leonard (soprano)